# Bocskaikert
Bocskaikert è un comune dell'Ungheria di 2.495 abitanti (dati 2001). È situato nella contea di Hajdú-Bihar.